# Pierre Spillemaeckers
Pierre Henri Spillemaeckers, ook Pieter-Hendrik Spillemaeckers, (Boom, 18 februari 1871 - 2 januari 1932) was een Belgisch arbeider, syndicalist en politicus voor de BWP.

## Levensloop
Spillemaeckers was diamantslijper en tabakssnijder.
Hij stichtte in 1890 de Booms afdeling van de Belgische Werkliedenpartij (BWP) en werd werkend lid van de partij. Tevens was hij voorzitter, bestuurslid of secretaris van tal van socialistische verenigingen in deze gemeente. Daarnaast was hij stichter, bestuurder en lid van het dagelijks bestuur van het Coöperatief Verbond Antwerpen (1924) en bureaulid van de Algemene Diamantbewerkersbond van België.
Bij de verkiezingen van 16 november 1919 werd hij verkozen tot socialistisch senator voor het arrondissement Antwerpen, maar op 3 februari 1920 werd zijn verkiezing ongeldig verklaard. Bij de volgende wetgevende verkiezingen van 20 november 1921 werd hij opnieuw verkozen en ditmaal vervulde hij het mandaat onafgebroken tot aan zijn dood.
In 1921 werd hij verkozen als gemeenteraadslid te Boom. In 1927 werd hij aangesteld als schepen, een mandaat dat hij zou uitoefenen tot aan zijn dood.  